# Трефурт
Трефурт (на немски: Treffurt) е град в Тюрингия, Германия с 5218 жители (към 31 декември 2013). През града тече река Вера. Над града се намира замък Бург Норманщайн, построен ок. 1000 г.
Трефурт е споменат за пръв път през 1104 г. в документ на архиепископ Рутхард от Майнц.